# Брзо читање
Брзо читање је једна од техника која се користи како би се способност читања побољшала. Брзо читање је метода која укључује „залогаје“ и умањивање субвокализације (унутрашњи говор). Многи доступни курсеви ослањају се на књиге, видео записе, програме и семинаре. 

## Историја
Корени брзог читања могу се пронаћи на почетку 20. века када је уследила експлозија публикација и затрпала читаоце великим бројем књига и материјала за читање, које читаоци нису били способни да прочитају нормалном брзином читања. Најранији курсеви базирани су на информацијама из Британског ваздухопловства. Ваздухопловство је развило апарат тахистоскоп, којим се омогућавало да на великом екрану великом брзином и у различитим величинама приказују непријатељске авионе. Апарат је развијен како би увећао способности пилота да разликују непријатељске и савезничке авионе на великој удаљености. Користећи исти уређај људима су приказиване речи по истом принципу од највећег формата ка најмањем и од најмање брзине ка највећој да би на крају повећавали број речи који се приказује, како би били у могућности да их прочитају. Овом техником се брзина читања увећавала са 200 на 400 речи у минути. Међутим многи испитаници су се жалили да се након завршетка обуке њихова брзина читања вратила на стару. Као непоуздана техника, касније је постала само део тренинга а не комплетан курс. 
Све до касних 1950. није развијена поуздана техника која би убрзала читање. Евелин Вуд, проналазач и професор, била је истрајна у томе да схвати зашто неки људи природно брже читају, форсирајући себе да чита што је брже могуће. 1958. листајући странице пала је у очајање, у том тренутку схватила је да покрет њене руке изнад страница директно одвлачи пажњу очима, и омогућава им да без прекида прате покрет. Након чега је користила руку како би пратила текст који чита. Техником је прво учила студенте на Универзитету у  Јути, а затим је издала књигу под називом „Evelyn Wood's Reading Dynamics“ у Вашингтону 1959.
Подстакнуте причама о јавним личностима које су савладале брзо читање, нпр. председник САД-а Џон Кенеди, школе брзог читања бивале су све популарније и развијале се у разним правцима. Међу њима се појавило и фото-читање код којег је био акценат на „фотографисању“ веће штампане површине. Кенеди је такође охрабривао своје особље да се опроба у овој техници, чак је и у једном интервјуу рекао да чита брзином од 1200 речи у минути. 

## Врсте читања
Врста читања значајно утиче на брзину. Читањем реч по реч, наше очи се враћају на претходну реч или претходни ред, некада чак гледамо једну реч дуго иако смо је већ прочитали. Ове техничке грешке успоравају наше читање и умањују разумевање прочитаног.
Три врсте читања:
1. Унутрашње читање (субвокализација), изговарање сваке речи у себи као да читамо на глас. Ово је најспорија техника читања. Многи високо интелигeнтни људи читају на овај начин и њихова брзина не прелази 250 речи у минути.
2. Аудитивно читање, изговарање речи на глас. Нешто бржи процес
3. Визуелно читање, стварање слике од прочитаних речи. Најбрже читање.

Они који користе субвокализацију док читају, прочитају око 250 речи у минути. Они који се користе аудиторним читањем око 450 речи у минути. Док они који се користе визуелним читањем „читају“ око 700 речи у минути. Вешти читачи, читају између 280-310 речи без умањеног разумевања, мисли се на тежу литературу.

## Проблеми у читању

### Субвокализација
Је безгласно изговарање текста који се чита. Узроковано је начином на који су деца учила да читају: фонетским или фоничким методом или методом препознавања. Велики број курсева тврди да ова навика представља највећу препреку у унапређивању брзине читања и да се ње морамо решити. Важно је знати да од субвокализације можемо имати користи. Не оспорава се да у неким ситуацијама она кочи читаоца, нарочито када разумевање зависи од ње, међутим то није увек случај. Субвокализација се не може потпуно елеминисати и не треба. Људи који добију упутства да елеминишу субвокализацију, обесхрабре се и престану да уживају у читању, јер покушавају да достигну немогуће. Са једне стране немогуће је елеминисати навику, али могуће је постати мање зависан од ње када је у питању разумевање. Позитивна страна је да субвокализација може да се користи као помоћно средство за памћење онога што се чита. Нпр. под претпоставком да сте мање зависни од субвокализације можете свесно да је увећате када читате неке важне сегменте текста, како би их истакли од остатка текста. То ће вам помоћи да схватите да оно није процес који вас успорава. Мозак је у стању да субвокализује до 2000 речи у минути, ако звучи немогуће имајте на уму да постоје људи који су способни да изговарају речи брзином од 1000 у минути.

### Подвлачење прстом
Подвлачење прстом се сматра проблемом због погрешног уверења да оно успорава читање. Иако је оно одличан метод за одржавање концетрације на сам текст. Недостатак ове навике је то да величина прста и шаке блокира видик. Једноставно решење овог проблема је коришћење штапића или оловке, који навику претвара у савршен метод за убрзавање читања.

### Враћење и скретање уназад
Постоје сличности и разлике између враћања и скретања уназад. Враћање уназад је свесно враћање на речи, реченице или пасусе, када мислите да сте пропустили нешто или погрешно схватили. Многи осећају да морају да се врате како би разумели текст који читају. Скретање уназад је врста визуелног тика, несвесно враћање на речи или реченице које су тренутак пре тога прочитане. Скретање и враћање уназад увећавају број фиксација по реду и тиме успоравају процес читања. Обе навике су најчешће непотребне. Студије су показале да читаоци који су били уверени да им је потребно да се врате на одређене делове текста како би боље разумели, нису показали разлику у разумевању када им није било дозвољено да то ураде. Закључак је да то није питање разумевања већ сумње у сопствене умне способности. Како би елеминисали или умањили ове две навике потребно следите одређене кораке. Прво, треба да присилите себе да не читате делове текста за које мислите да сте пропустили. Морате постепено увећавати брзину читања, и да задржите уједначен ритам очних покрета. Брзина и ритам отежавају скретање уназад и истовремено увећавају способност разумевања прочитаног.
Наведени проблеми – субвокализација, подвлачење прстом, скретање и враћање уназад, не сматрају се тако великим проблемима колико људи заиста мисле. Ово су навике које се могу мењати и у неким случајевима користити као предност.

## Метода навођења
Ова техника „једним потезом“ смањује скретање и враћање уназад, увећава брзину и разумевање, допушта да се прими већи број речи које се иначе примају у једној фиксацији и много је мање напорна за очи. Ослања се на периферни вид. 

Метода навођење је визуелно вођење ока коришћењем прста или неког водича, оловке или штапића како би се око без пауза кретало преко текста. Оно омогућава цртање невидљивих облика на листу на коме се налази текст у сврху ширења видног поља за брзо читање. Нпр. групи полазника на курсу брзог читања биће објашњено како да помоћу прста или оловке праве облике на страници. То ће им убрзати обраду информација у визуелном кортексу (део мозга који се налази у чеоном режњу задужен за обраду визуелних информација), повећати видно поље да могу да виде цео ред текста, чак и да меморишу информације за касније коришћење. Такође овом методом се смањује субвокализација и замењује стварањем слике о ономе шта читате, тиме се постиже брже читање. Напор уложен да се прочита свака реч током коришћења технике умањује се употребом „S“ и „Z“ покрета.
Како би се најефикасније искористило помоћно средство, једноставно се постави испод реда који се чита и потребно га је покретати равномерно док читате. Без наглих покрета по страници или заустављања на местима која су идеална за фиксацију групе речи - мозак ће дати инструкцију вашим очима где треба да се зауставе док будете равномерно повлачили водич по реду. Потребно је мање од сат времена да се успостави ова техника. Нарочито је корисно вежбати је у почетку веома великом брзином, не обраћајући пажњу на разумевање.
Дворедно крстарење идентично је оригиналној техници која се користи приликом употребе помоћног средства приликом читања, једина разлика је у томе што се помоћу ове технике чита по два реда истовремено.
Мултиредно крстарење је врло слично дворедном крстарењу, с тим што вам допушта да истовремено примате онолико редова колико желите. Напредни брзи читачи обично у једном маху примају од два до осам редова.
Ретроградно крстарење има своју предност што омогућава да се брзина читања удвостручи тако што при повратку очију на почетак реда примате информације, и то неће бити „празан ход“ очију ради повратка на почетак реда. Читање уназад је лакше него што се чини. Имајући на уму да многе културе више воле читање с десна на лево, на пример Арапи и Јевреји. Код ретроградног крстарења користи се потпуно исти покрет руке као и код дворедног и мулти-редног крстарења.
Ове технике се могу користити за кратак преглед, скенирање, испитивање текста, као вежбе за увећање брзине читања, као вежбе за побољшање развоја периферног вида, као уобичајени „тренинг" за ваше очи и, како кажу најбољи брзи читачи, за нормално читање.
Брзо читање је техника која се стиче вежбањем. Читање неке материје подразумева и њено разумевање. Коришћењем технике брзог читања разумевање текста се постиже у следећим корацима: информативно, аналитичко, детаљно, рекапитулационо читање. Ови кораци омогућавају да се читалац сети великог дела прочитаног текста.

## Технике прелетања и скенирања
Технике прелетање и скенирање допуштају вам да их комбинујете са техником мета-навођења са посебним нагласком на менталну усредсређеност - способност мозга да одабира потребне информације. 

### Прелетање
Прелетање је поступак брзог читања који обухвата визуелно претраживање реченица на страници, трагањем за кључними појмовима. Да би се стекао општи увид у тај материјал. Постиже се читањем почетка и краја текста у сврху резимириња информација, и по потреби читањем прве реченице сваког параграфа и одредити да ли је потребно тражити детаљније у зависности од сврхе читања текста и потреба. Информације складиштимо користећи се менталним мапама. Менталне мапе су визуелно хијерархијско организовање информација, смештањем у „фиоке“ у којима су информације међусобно повезане ради лакшег рекапитулирања. Прелетањем, такође, обухватамо наслове и поднаслове.
Неким људима је ово природан начин приступа тексту, али се углавном стиче вежбањем. Прелетање је чешће код одраслих него код деце. Повезано је са бољим способностима читања и разумевањем (700 речи у минуту) супротно просечном читању којим се далеко спорије разуме прочитано(око 200-250 речи у минуту), нарочито у текстовима који обилују информацијама. 

### Скенирање
Скенирање подразумева бацање погледа на страницу у потрази за одређеним делом информације за којим трага ваш мозак, процес када активно тражимо информације, које смо издвојили прелетањем. Скенирање је једноставнији процес од прелетања и обично се примењује када тражите неку реч у речнику, неко име или број телефона у телефонском именику, или одређену информацију у неком уџбенику или извештају. Примена ове технике је једноставна, уколико сте унапред сигурни да познајете организацију материјала који скенирате. Она омогућава уштеду времена које многи људи троше у потрази за жељеним информацијама у погрешним деловима текста.
Скенирање представља природну вештину. Ви га примењујете свакодневно приликом путовања од тачке „А“ до тачке „Б“ , скенирајући околину како бисте установили правац, пронашли храну, опазили људе и предмете који вас угрожавају или вас фасцинирају. Приликом читања, скенирање представља вештину која се нагло побољшава вежбом перцепције.
Вежба перцепције – „Први број у сваком реду понавља се негде у наставку тог реда, а ваш је задатак да га пронађете што је брже могуће. Мерите време штоперицом.“ 
Обе технике подржане су читањем које прати померање руке или оловке испод текста, како би се очи „клизиле преко текста“ – мета-навођење. 

## Ефекат на разумевање
Прелетање се углавном користи за претраживање и схватање која је тема и идеја текста, нарочито када је ограничено време. Дуган & Пејн (2009) су упоредили прелатање са нормалним читањем, дајући онолико времена колико је довољно да се прочита само пола текста. Уочили су да испитаници који су користили прелетање знатно боље разумели главну идеју текста (успели су да прођу кроз цео текст) за разлику од групе која је читала нормално (прочитали само пола текста). Није било разлике у разумевању мање важних информација у тексту. Прелетање текста може да допринесе разумевању код слојевитог читања (информативно, аналитичко, детаљно, рекапитулационо читање), или поновног читања. Каснија сазнања доказују да обучени брзи читачи имају боље разумевање и већу брзину прелатања за разлику од оних који нису прошли обуку. На основу тога стручњаци предлажу да је брзо читање корисније за оне који „треба да прелете кроз велике количине текстуалног материјала или они који желе да побољшају своје способности учења“  а мање корисно за оне који читају „тешко градиво које захтева пажљиво читање и тумачење сваке реченице“.

## Софтвер
Рачунарски програми доступни су како би помогли онима који желе да науче брзо читање. Неки програми представљају низ речи као смислеслене целине, зато што мозак лакше разуме текст као низ слика пре него што га раздвоји на мање сегменте. Да би повећали брзину читања, неки старији програми захтевају да гледате у центар екрана док се линије текста шире, захтевајући већи фокус код периферног вида. Они такође приказују објекат који скаче по екрану са једне позиције на другу и тражи од корисника да прати објекат само очима без померања главе. Неки научници демантују ову вежбу тврдећи да се се читање може убрзати искључиво читајући текст, и сматрају да објекат треба да буде замењен текстом. Новији програми користе припремљене текстове, који приказују одређени број речи за одређено време и тиме дефинишу брзину читања. Често користе обојене речи да укажу на шта читалац треба да обрати пажњу. Од њих се не очекује да читају изговарајући речи већ да читају стварајући слику о ономе што је прочитано. Вежбе су такође намењене да читалац умањи субвокализацију.

## Компјутерски екран
Како би убрзали читање на компјутерским екранима веома је важно да подесите екран.
Осветљеност – потребно је подесити уједначено, чисто, нежно светло које не бљешти. Неодговарајућа осветљеност може умањити брзину читања и до 50%. 
Контраст – Јак контраст олакшава читање, самим тим побољшава разумевање и убрзава читање. Неки користе различите комбинације боје слова и позадине на којој су слова. Нпр. црна слова на белој позадини, наранџаста на црној или бела на маринско-плавој. Експериментисањем ћете доћи до вама одговарајуће. Уколико светлост у просторији варира, сходно томе подешавајте и контраст на екрану.
Коришћење навођења – Дуго, танко, помоћно средство, рецимо кинески штапић или игла за штрикање од велике је користи приликом читања са компјутерског екрана. Омогућава читање из удобнијег положаја и на већој удаљености од екрана. Техника је идентична техници читања из књиге. За технику навођења можете користити и компјутерски курсор, подешавајући брзину скроловања и померања курсора. Коришћење ове технике смањује напор у очима на које се жале особе које читају са компјутерских екрана, као и укоченог врата и грча у раменима. Такође је важно да правилно седите.

## Неслагања
Главна неслагања између оних који подржавају брзо читање и оних који демантују предности ове технике су између брзине читања и разумевања текста.  Тврди се да они који се служе техником мењају разумевање текста за брзину читања. Како наводи истраживање 50% разумевања текста је неупотребљиво. Они који подржавају технику стоје иза тога да индивидуа може наћи баланс имеђу брзине и разумевања и тиме може унапредити своје способности читања. Они који демантују технику тврде да је читање од 25,000 речи у минути (светски рекорд) немогуће узимајући у обзир анатомију ока и текст, „то је као да трчите брзином већом од брзине светлости“.

Слично овој техници, техника фото-читање може да убрза читање до 25,000 речи у минути. 1999. објављен је чланак у коме НАСА преиспитује да ли ова техника може да убрза читање и разумевање прочитаног. Пет идентичних текстова са питањима за проверу подељено је испитаницима. Код оних који су прошли обуку ове технике није примећена предност у укупном времену које им је било потребно и разумевању. Према његовим речима „ова техника може допринети да појединац прецени своје менталне способности“ – Дунинг-Кругеров ефекат, тврди да је ово и доказано у наредном експерименту: 
Последњи задатак за стручњака у фото-читању био је да прочита три поглавља из књиге психологије и да одговоре на питања. Било јој је потребно 73 минута да прочита три поглавља (око 361 реч у минути). Затим је девет минута читала вече пре теста и истог јутра када је требала да одговара на питања користила је разне технике фото-читања и рекапитулације градива. Након тога одговарала је на питања. Одговорала је на 6 питања тачно/нетачно и на 30 питања са више понуђених одговора, међутим није покушавала да одговори на питања која се попуњавају или кратка есејска питања. Стога њено разумевање је било веома ниско, одговорила је тачно на само два од седам базичних питања са више понуђених одговора (29%). На тачно/нетачно питања одговорила је тачно на 4 од 6 (67%), и на осталих 23 питања са више понуђених одговора само 8 тачно (35%). Резултати су веома ниски, нешто мало изнад просечних (50% и 25%). Није положила тест. Важно је истаћи да је након фото-читања изјавила да је на скали до 5 разумевање текста 4,5. Штавише, навела је да је запамтила око 68% метерије за тест. Овај висок ниво самопоуздања у вези са разумевањем текста остао би непромењен да није подвргнута тестирању, након којег је истакла да је разумевање знатно мање.
Часопис „Psychological Science in the Public Interest“ је 2016. објавио чланаку коме аутори долазе до закључка да не постоји магични штапић којим ћемо убрзати читање и одржати разумевање осим да читамо више текстова и проширујемо вокабулар. Аутори демантују технике брзог читања од смањивања субвокализације, читања више речи одједном („залогаји“), повећења периферног вида, боје које се смењују у свакој линији текста које олакшавају праћење.
Роналд П. Карвер, професор психологије навео је да студенти који најбрже читају, читају само 600 речи у минути што је дупло брже од оних који најспорије читају. Тврди да су брзине које се могу достићи техникама брзог читања од преко 1000 речи у минути, ништа друго него прелетање преко текста а не читање.

## Светски рекордери
На такмичењима у брзом читању раде се тестови који су базирани на читању романа. Читалац треба да прочита роман што је брже могуће и да одржи говор пред људима који су детаљно прочитали књигу. Говор треба да садржи коментаре о главним ликовима и амбијенту као и о заплету, филозофији, симболизму, метафорама и теми.
Највећи број такмичара чита између 1000 и 2000 речи у минути са око 50% разумевања. Ана Џоунс је 4 пута била светски шампион са рекордних 4200 речи у минути и разумевањем од 67%. 
Ховард Стефен Берг из Сједињених Америчких Држава ушао је у Гинисову књигу рекорда, са разумевањем чита 25.000 речи у минути.